# ジャルジーニョ・ホーゼンストライク
ジャルジーニョ・ホーゼンストライク（Jairzinho Rozenstruik、1988年3月17日 - ）は、スリナムの男性総合格闘家、元キックボクサー。パラマリボ出身。アメリカ合衆国フロリダ州在住。アメリカン・トップチーム所属。スリナム人初のUFC選手。英語圏ではジャルジーニョ・ローゼンストライクと発音される。

## 来歴
スリナムのパラマリボで生まれ、17歳の時に地元のジムでキックボクシングを始め、プロキックボクシングでは85戦76勝（64KO）の記録を残した。その後総合格闘技に転身し、2012年にプロ総合格闘技デビュー。

### RIZIN
2018年5月6日、RIZIN.10でアンドレイ・コヴァレフと対戦し、2-1の判定勝ち。

### UFC
2019年2月2日、UFC初参戦となったUFC Fight Night: Assunção vs. Moraes 2でジュニオール・アルビニと対戦し、パウンドで2RTKO勝ち。
2019年6月22日、UFC Fight Night: Moicano vs. Korean Zombieでアレン・クラウダーと対戦し、試合開始直後に左ジャブでダウンを奪い、追撃のパウンドで僅か9秒のKO勝ち。パフォーマンス・オブ・ザ・ナイトを受賞した。
2019年11月2日、UFC 244で元UFC世界ヘビー級王者のアンドレイ・アルロフスキーと対戦し、試合開始29秒にカウンターの左フックでKO勝ち。
2019年12月7日、UFC on ESPN: Overeem vs. Rozenstruikでヘビー級ランキング6位のアリスター・オーフレイムと対戦。再三テイクダウンを奪われ、グラウンドの攻防で劣勢となっていたが、試合終了間際に飛び込んでの右フックで逆転の5RKO勝ち。
2020年5月9日、UFC 249でヘビー級ランキング2位のフランシス・ガヌーと対戦し、左フックからのパウンドで開始20秒のKO負け。キャリア11戦目にして初黒星を喫した。
2020年8日15日、UFC 252でヘビー級ランキング5位のジュニオール・ドス・サントスと対戦し、左フックでダウンを奪いパウンドで2RTKO勝ち。
2021年2月27日、UFC Fight Night: Rozenstruik vs. Ganeでヘビー級ランキング7位のシリル・ガーヌと対戦。ガーヌのスピーディーな打撃に対応することができず、0-3の5R判定負け。
2021年6月5日、UFC Fight Night: Rozenstruik vs. Sakaiでヘビー級ランキング9位のアウグスト・サカイと対戦し、右フックでダウンを奪いパウンドで1RTKO勝ち。パフォーマンス・オブ・ザ・ナイトを受賞した。
2021年9月25日、UFC 266でヘビー級ランキング4位のカーティス・ブレイズと対戦し、0-3の判定負け。
2022年6月4日、UFC Fight Night: Volkov vs. Rozenstruikでヘビー級ランキング7位のアレキサンダー・ヴォルコフと対戦し、スタンドパンチ連打で1RTKO負け。
2022年12月10日、UFC 282でヘビー級ランキング11位のクリス・ドーカスと対戦し、左ジャブで開始23秒のKO勝ち。パフォーマンス・オブ・ザ・ナイトを受賞した。
2023年5月13日、UFC on ABC: Rozenstruik vs. Almeidaでヘビー級ランキング12位のジャイルトン・アウメイダと対戦し、リアネイキドチョークで1R一本負け。
2024年8月18日、UFC 305でヘビー級ランキング10位のタイ・トゥイバサと対戦し、2-1の判定勝ち。なお、ホーゼンストライクの完勝とも言える試合内容であったため、30-27でトゥイバサの勝利と採点したジャッジのハウィー・ブースに批判が集まり、ブースは同大会コーメインのカイ・カラ＝フランス対スティーブ・エルセグのジャッジも務める予定であったが、この採点を受けて即座に別のジャッジに変更された。
2025年2月1日、UFC Fight Night: Adesanya vs. Imavovでヘビー級ランキング4位のセルゲイ・パブロビッチと対戦し、0-3の判定負けを喫し、試合後にUFCからリリースされた。

## 人物・エピソード
- 両親がサッカーファンであり、ブラジルのサッカー選手ジャイルジーニョにちなんで名前を命名した。
- 既婚者であり、2人の娘がいる。
- スリナムで貧困街の若者のために無償でジムを開放している[18]。

## 戦績
| 総合格闘技 戦績 | 総合格闘技 戦績 | 総合格闘技 戦績 | 総合格闘技 戦績 | 総合格闘技 戦績 | 総合格闘技 戦績 | 総合格闘技 戦績 |
| --------------- | --------------- | --------------- | --------------- | --------------- | --------------- | --------------- |
| 21 試合         | (T)KO           | 一本            | 判定            | その他          | 引き分け        | 無効試合        |
| 15 勝           | 13              | 0               | 2               | 0               | 0               | 0               |
| 6 敗            | 2               | 1               | 3               | 0               | 0               | 0               |

| 勝敗 | 対戦相手                     | 試合結果                             | 大会名                                           | 開催年月日     |
| ×    | セルゲイ・パブロビッチ       | 5分3R終了 判定0-3                    | UFC Fight Night: Adesanya vs. Imavov             | 2025年2月1日   |
| ○    | タイ・トゥイバサ             | 5分3R終了 判定2-1                    | UFC 305: du Pressis vs. Adesanya                 | 2024年8月18日  |
| ○    | シャミル・ガジエフ           | 4R 5:00 TKO（レフェリーストップ）    | UFC Fight Night: Rozenstruik vs. Gaziev          | 2024年3月2日   |
| ×    | ジャイルトン・アウメイダ     | 1R 3:43 リアネイキドチョーク         | UFC on ABC: Rozenstruik vs. Almeida              | 2023年5月13日  |
| ○    | クリス・ドーカス             | 1R 0:23 KO（左ジャブ）               | UFC 282: Błachowicz vs. Ankalaev                 | 2022年12月10日 |
| ×    | アレキサンダー・ヴォルコフ   | 1R 2:12 TKO（スタンドパンチ連打）    | UFC Fight Night: Volkov vs. Rozenstruik          | 2022年6月4日   |
| ×    | カーティス・ブレイズ         | 5分3R終了 判定0-3                    | UFC 266: Volkanovski vs. Ortega                  | 2021年9月25日  |
| ○    | アウグスト・サカイ           | 1R 4:59 TKO（右フック→パウンド）     | UFC Fight Night: Rozenstruik vs. Sakai           | 2021年6月5日   |
| ×    | シリル・ガーヌ               | 5分5R終了 判定0-3                    | UFC Fight Night: Rozenstruik vs. Gane            | 2021年2月27日  |
| ○    | ジュニオール・ドス・サントス | 2R 3:47 TKO（左フック→パウンド）     | UFC 252: Miocic vs. Cormier 3                    | 2020年8月15日  |
| ×    | フランシス・ガヌー           | 1R 0:20 KO（左フック→パウンド）      | UFC 249: Ferguson vs. Gaethje                    | 2020年5月9日   |
| ○    | アリスター・オーフレイム     | 5R 4:56 KO（右フック）               | UFC on ESPN 7: Overeem vs. Rozenstruik           | 2019年12月7日  |
| ○    | アンドレイ・アルロフスキー   | 1R 0:29 KO（左フック）               | UFC 244: Masvidal vs. Diaz                       | 2019年11月2日  |
| ○    | アレン・クラウダー           | 1R 0:09 KO（左ジャブ→パウンド）      | UFC Fight Night: Moicano vs. Korean Zombie       | 2019年6月22日  |
| ○    | ジュニオール・アルビニ       | 2R 0:54 TKO（左ハイキック→パウンド） | UFC Fight Night: Assunção vs. Moraes 2           | 2019年2月2日   |
| ○    | ロバート・マッカーシー       | 1R 0:10 KO                           | Team Yvel: Fearless 3                            | 2018年12月27日 |
| ○    | アンドレイ・コヴァレフ       | 5分3R終了 判定2-1                    | RIZIN.10                                         | 2018年5月6日   |
| ○    | マーヴィン・アボエリ         | 1R TKO                               | Fighting with the Stars: Bloed, Zweet & Tranen 3 | 2017年12月22日 |
| ○    | エンゲルベルト・ベルビン     | 1R KO                                | AIF 1                                            | 2017年4月28日  |
| ○    | エフゲニー・ボルドィレフ     | 1R 2:05 KO                           | Draka 11                                         | 2012年11月24日 |
| ○    | エフゲニー・ボルドィレフ     | 1R 2:36 KO                           | Draka 7                                          | 2012年5月26日  |

## 表彰
- UFCパフォーマンス・オブ・ザ・ナイト（3回）

### 映像資料
1. ↑  Top Finishes: Jairzinho Rozenstruik. UFC - Ultimate Fighting Championship - YouTube. 13 August 2020.